# Aleksandr Marochkın
Aleksandr Nıkolaevıch Marochkın (in kazako Александр Николаевич Марочкин?; Arkalyk, 14 luglio 1990) è un calciatore kazako, difensore dell'Astana e della nazionale kazaka.

## Statistiche

### Cronologia presenze e reti in nazionale
| Cronologia completa delle presenze e delle reti in nazionale ― Kazakistan | Cronologia completa delle presenze e delle reti in nazionale ― Kazakistan | Cronologia completa delle presenze e delle reti in nazionale ― Kazakistan | Cronologia completa delle presenze e delle reti in nazionale ― Kazakistan | Cronologia completa delle presenze e delle reti in nazionale ― Kazakistan | Cronologia completa delle presenze e delle reti in nazionale ― Kazakistan | Cronologia completa delle presenze e delle reti in nazionale ― Kazakistan | Cronologia completa delle presenze e delle reti in nazionale ― Kazakistan |
| Data                                                                      | Città                                                                     | In casa                                                                   | Risultato                                                                 | Ospiti                                                                    | Competizione                                                              | Reti                                                                      | Note                                                                      |
| ------------------------------------------------------------------------- | ------------------------------------------------------------------------- | ------------------------------------------------------------------------- | ------------------------------------------------------------------------- | ------------------------------------------------------------------------- | ------------------------------------------------------------------------- | ------------------------------------------------------------------------- | ------------------------------------------------------------------------- |
| 8-6-2019                                                                  | Bruxelles                                                                 | Belgio                                                                    | 4 – 0                                                                     | Kazakistan                                                                | Qual. Euro 2020                                                           | -                                                                         |                                                                           |
| 6-9-2019                                                                  | Nicosia                                                                   | Cipro                                                                     | 1 – 1                                                                     | Kazakistan                                                                | Qual. Euro 2020                                                           | -                                                                         |                                                                           |
| 9-9-2019                                                                  | Kaliningrad                                                               | Russia                                                                    | 1 – 0                                                                     | Kazakistan                                                                | Qual. Euro 2020                                                           | -                                                                         |                                                                           |
| 10-10-2019                                                                | Astana                                                                    | Kazakistan                                                                | 1 – 2                                                                     | Cipro                                                                     | Qual. Euro 2020                                                           | -                                                                         |                                                                           |
| 13-10-2019                                                                | Astana                                                                    | Kazakistan                                                                | 0 – 2                                                                     | Belgio                                                                    | Qual. Euro 2020                                                           | -                                                                         |                                                                           |
| 16-11-2019                                                                | Serravalle                                                                | San Marino                                                                | 1 – 3                                                                     | Kazakistan                                                                | Qual. Euro 2020                                                           | -                                                                         |                                                                           |
| 19-11-2019                                                                | Glasgow                                                                   | Scozia                                                                    | 3 – 1                                                                     | Kazakistan                                                                | Qual. Euro 2020                                                           | -                                                                         | 67’                                                                       |
| 4-9-2020                                                                  | Vilnius                                                                   | Lituania                                                                  | 0 – 2                                                                     | Kazakistan                                                                | UEFA Nations League 2020-2021 - 1º turno                                  | -                                                                         |                                                                           |
| 7-9-2020                                                                  | Almaty                                                                    | Kazakistan                                                                | 1 – 2                                                                     | Bielorussia                                                               | UEFA Nations League 2020-2021 - 1º turno                                  | -                                                                         |                                                                           |
| 11-10-2020                                                                | Almaty                                                                    | Kazakistan                                                                | 0 – 0                                                                     | Albania                                                                   | UEFA Nations League 2020-2021 - 1º turno                                  | -                                                                         | 46’                                                                       |
| 11-11-2020                                                                | Podgorica                                                                 | Montenegro                                                                | 0 – 0                                                                     | Kazakistan                                                                | Amichevole                                                                | -                                                                         | 74’                                                                       |
| 15-11-2020                                                                | Tirana                                                                    | Albania                                                                   | 3 – 1                                                                     | Kazakistan                                                                | UEFA Nations League 2020-2021 - 1º turno                                  | -                                                                         |                                                                           |
| 18-11-2020                                                                | Almaty                                                                    | Kazakistan                                                                | 1 – 2                                                                     | Lituania                                                                  | UEFA Nations League 2020-2021 - 1º turno                                  | -                                                                         |                                                                           |
| 31-3-2021                                                                 | Kiev                                                                      | Ucraina                                                                   | 1 – 1                                                                     | Kazakistan                                                                | Qual. Mondiali 2022                                                       | -                                                                         |                                                                           |
| 4-6-2021                                                                  | Skopje                                                                    | Macedonia del Nord                                                        | 4 – 0                                                                     | Kazakistan                                                                | Amichevole                                                                | -                                                                         |                                                                           |
| 1-9-2021                                                                  | Astana                                                                    | Kazakistan                                                                | 2 – 2                                                                     | Ucraina                                                                   | Qual. Mondiali 2022                                                       | -                                                                         |                                                                           |
| 4-9-2021                                                                  | Helsinki                                                                  | Finlandia                                                                 | 1 – 0                                                                     | Kazakistan                                                                | Qual. Mondiali 2022                                                       | -                                                                         |                                                                           |
| 7-9-2021                                                                  | Zenica                                                                    | Bosnia ed Erzegovina                                                      | 2 – 2                                                                     | Kazakistan                                                                | Qual. Mondiali 2022                                                       | -                                                                         | 71’                                                                       |
| 13-11-2021                                                                | Parigi                                                                    | Francia                                                                   | 8 – 0                                                                     | Kazakistan                                                                | Qual. Mondiali 2022                                                       | -                                                                         |                                                                           |
| 16-11-2021                                                                | Astana                                                                    | Kazakistan                                                                | 1 – 0                                                                     | Tagikistan                                                                | Amichevole                                                                | -                                                                         | 90’                                                                       |
| 24-3-2022                                                                 | Chișinău                                                                  | Moldavia                                                                  | 1 – 2                                                                     | Kazakistan                                                                | UEFA Nations League 2020-2021 - Play-out                                  | -                                                                         |                                                                           |
| 29-3-2022                                                                 | Astana                                                                    | Kazakistan                                                                | 0 – 1 dts (5 – 4 dtr)                                                     | Moldavia                                                                  | UEFA Nations League 2020-2021 - Play-out                                  | -                                                                         |                                                                           |
| 3-6-2022                                                                  | Astana                                                                    | Kazakistan                                                                | 2 – 0                                                                     | Azerbaigian                                                               | UEFA Nations League 2022-2023 - 1º turno                                  | -                                                                         | 36’                                                                       |
| 6-6-2022                                                                  | Trnava                                                                    | Slovacchia                                                                | 0 – 1                                                                     | Kazakistan                                                                | UEFA Nations League 2022-2023 - 1º turno                                  | -                                                                         |                                                                           |
| 10-6-2022                                                                 | Novi Sad                                                                  | Bielorussia                                                               | 1 – 1                                                                     | Kazakistan                                                                | UEFA Nations League 2022-2023 - 1º turno                                  | -                                                                         |                                                                           |
| 13-6-2022                                                                 | Astana                                                                    | Kazakistan                                                                | 2 – 1                                                                     | Slovacchia                                                                | UEFA Nations League 2022-2023 - 1º turno                                  | -                                                                         |                                                                           |
| 22-9-2022                                                                 | Astana                                                                    | Kazakistan                                                                | 2 – 1                                                                     | Bielorussia                                                               | UEFA Nations League 2022-2023 - 1º turno                                  | -                                                                         |                                                                           |
| 25-9-2022                                                                 | Mərdəkan                                                                  | Azerbaigian                                                               | 3 – 0                                                                     | Kazakistan                                                                | UEFA Nations League 2022-2023 - 1º turno                                  | -                                                                         |                                                                           |
| 16-11-2022                                                                | Tashkent                                                                  | Uzbekistan                                                                | 2 – 0                                                                     | Kazakistan                                                                | Amichevole                                                                | -                                                                         |                                                                           |
| 19-11-2022                                                                | Abu Dhabi                                                                 | Emirati Arabi Uniti                                                       | 2 – 1                                                                     | Kazakistan                                                                | Amichevole                                                                | -                                                                         | 79’                                                                       |
| 23-3-2023                                                                 | Astana                                                                    | Kazakistan                                                                | 1 – 2                                                                     | Slovenia                                                                  | Qual. Euro 2024                                                           | -                                                                         |                                                                           |
| 26-3-2023                                                                 | Astana                                                                    | Kazakistan                                                                | 3 – 2                                                                     | Danimarca                                                                 | Qual. Euro 2024                                                           | -                                                                         |                                                                           |
| 16-6-2023                                                                 | Parma                                                                     | San Marino                                                                | 0 – 3                                                                     | Kazakistan                                                                | Qual. Euro 2024                                                           | -                                                                         |                                                                           |
| 19-6-2023                                                                 | Belfast                                                                   | Irlanda del Nord                                                          | 0 – 1                                                                     | Kazakistan                                                                | Qual. Euro 2024                                                           | -                                                                         |                                                                           |
| 7-9-2023                                                                  | Astana                                                                    | Kazakistan                                                                | 0 – 1                                                                     | Finlandia                                                                 | Qual. Euro 2024                                                           | -                                                                         |                                                                           |
| 10-9-2023                                                                 | Astana                                                                    | Kazakistan                                                                | 1 – 0                                                                     | Irlanda del Nord                                                          | Qual. Euro 2024                                                           | -                                                                         |                                                                           |
| 14-10-2023                                                                | Copenaghen                                                                | Danimarca                                                                 | 3 – 1                                                                     | Kazakistan                                                                | Qual. Euro 2024                                                           | -                                                                         |                                                                           |
| 17-10-2023                                                                | Helsinki                                                                  | Finlandia                                                                 | 1 – 2                                                                     | Kazakistan                                                                | Qual. Euro 2024                                                           | -                                                                         | 27’                                                                       |
| 17-11-2023                                                                | Astana                                                                    | Kazakistan                                                                | 3 – 1                                                                     | San Marino                                                                | Qual. Euro 2024                                                           | -                                                                         |                                                                           |
| 20-11-2023                                                                | Lubiana                                                                   | Slovenia                                                                  | 2 – 1                                                                     | Kazakistan                                                                | Qual. Euro 2024                                                           | -                                                                         |                                                                           |
| 14-3-2024                                                                 | Dubai                                                                     | Turkmenistan                                                              | 0 – 2                                                                     | Kazakistan                                                                | Amichevole                                                                | -                                                                         | 70’                                                                       |
| 21-3-2024                                                                 | Atene                                                                     | Grecia                                                                    | 5 – 0                                                                     | Kazakistan                                                                | Qual. Euro 2024                                                           | -                                                                         |                                                                           |
| 26-3-2024                                                                 | Lussemburgo                                                               | Lussemburgo                                                               | 2 – 1                                                                     | Kazakistan                                                                | Amichevole                                                                | -                                                                         |                                                                           |
| 7-6-2024                                                                  | Erevan                                                                    | Armenia                                                                   | 2 – 1                                                                     | Kazakistan                                                                | Amichevole                                                                | -                                                                         | [ 1 ]                                                                     |
| 11-6-2024                                                                 | Szombathely                                                               | Azerbaigian                                                               | 3 – 2                                                                     | Kazakistan                                                                | Amichevole                                                                | -                                                                         |                                                                           |
| 6-9-2024                                                                  | Almaty                                                                    | Kazakistan                                                                | 0 – 0                                                                     | Norvegia                                                                  | UEFA Nations League 2024-2025 - 1º turno                                  | -                                                                         |                                                                           |
| 9-9-2024                                                                  | Lubiana                                                                   | Slovenia                                                                  | 3 – 0                                                                     | Kazakistan                                                                | UEFA Nations League 2024-2025 - 1º turno                                  | -                                                                         |                                                                           |
| 13-10-2024                                                                | Almaty                                                                    | Kazakistan                                                                | 0 – 1                                                                     | Slovenia                                                                  | UEFA Nations League 2024-2025 - 1º turno                                  | -                                                                         |                                                                           |
| 14-11-2024                                                                | Pavlodar                                                                  | Kazakistan                                                                | 0 – 2                                                                     | Austria                                                                   | UEFA Nations League 2024-2025 - 1º turno                                  | -                                                                         | 23’                                                                       |
| 19-3-2025                                                                 | Belek                                                                     | Curaçao                                                                   | 0 – 2                                                                     | Kazakistan                                                                | Amichevole                                                                | -                                                                         |                                                                           |
| 22-3-2025                                                                 | Cardiff                                                                   | Galles                                                                    | 3 – 1                                                                     | Kazakistan                                                                | Qual. Mondiali 2026                                                       | -                                                                         |                                                                           |
| 25-3-2025                                                                 | Vaduz                                                                     | Liechtenstein                                                             | 0 – 2                                                                     | Kazakistan                                                                | Qual. Mondiali 2026                                                       | 1                                                                         |                                                                           |
| Totale                                                                    |                                                                           | Presenze                                                                  | 52                                                                        |                                                                           | Reti                                                                      | 1                                                                         |                                                                           |

## Palmarès

### Club

#### Competizioni nazionali
- Birinşi Lïga: 1

Qaýsar: 2016
- Coppa del Kazakistan: 1

Qaýsar: 2019
- Liga Kubogy: 1

Astana: 2024